# 鬼喊礁

ユニオン堆

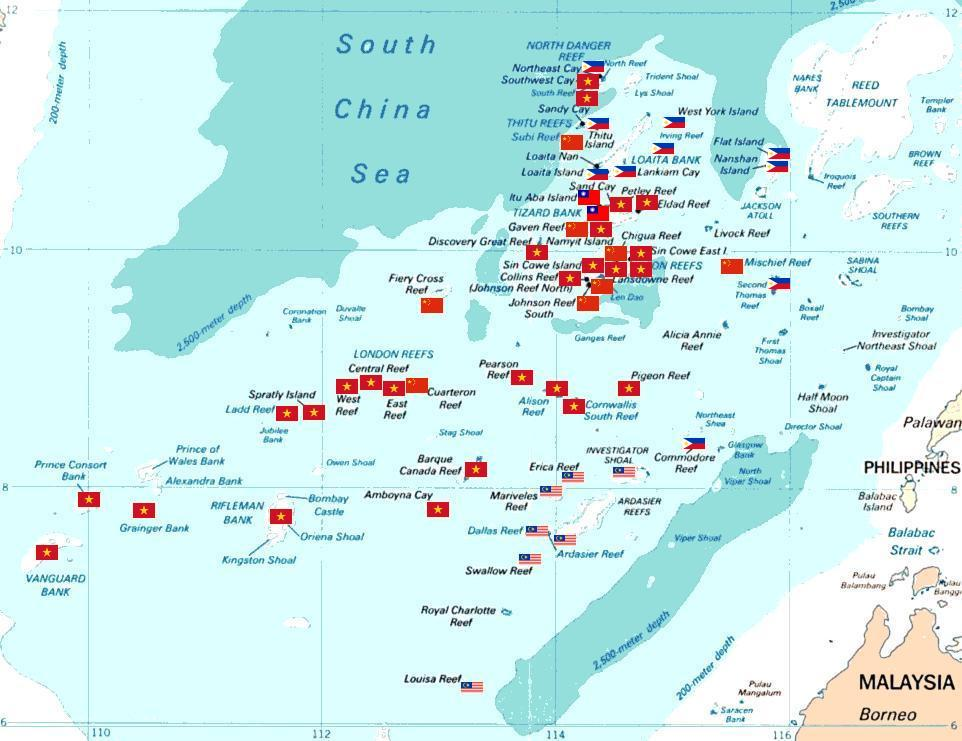
南沙諸島における南シナ海周辺諸国の実効支配状況

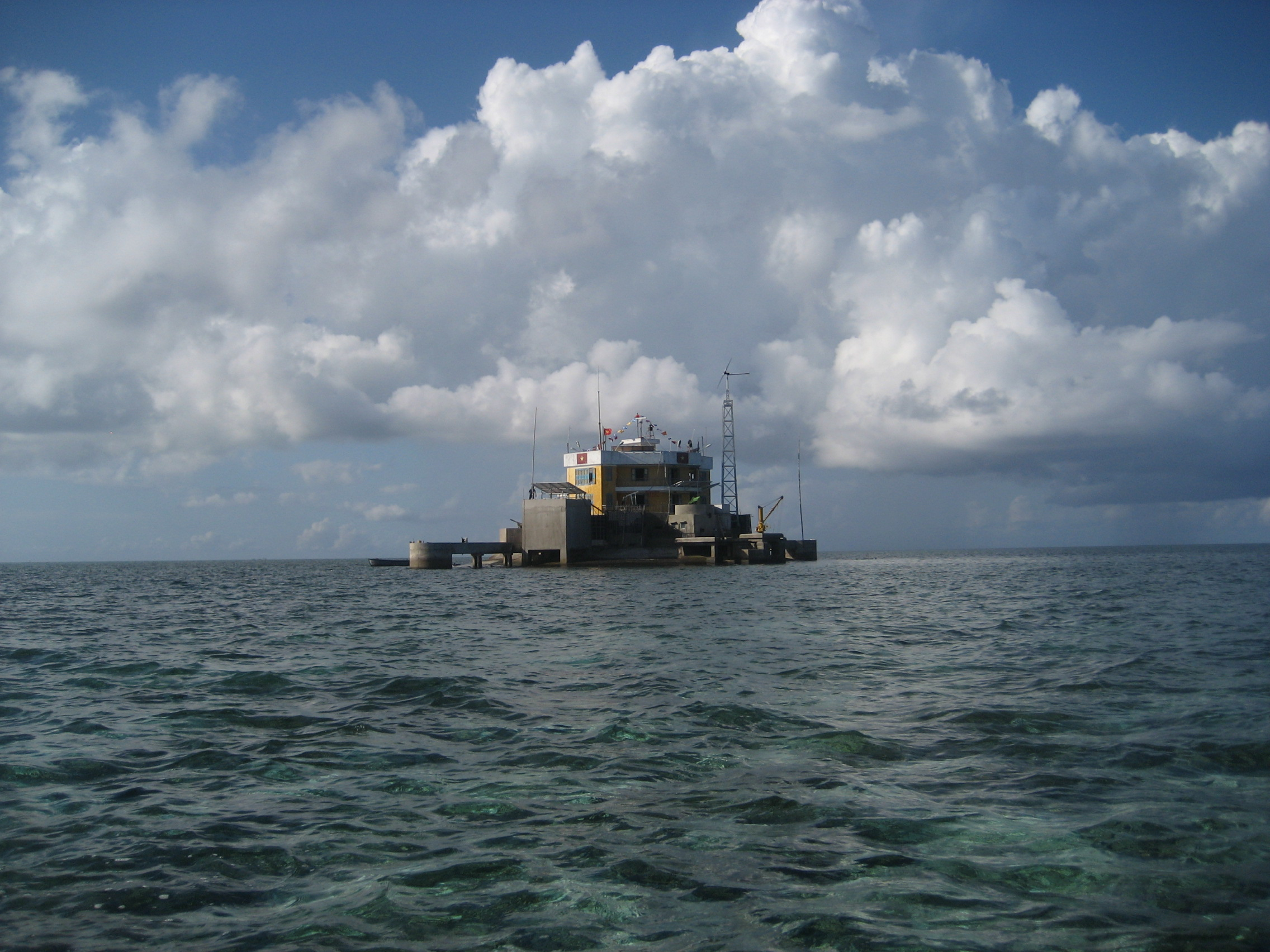
ベトナムの施設

鬼喊礁（きかんしょう、英語: Collins Reef、ベトナム語：Đảo Cô Lin / 島孤伶）は、南沙諸島（スプラトリー諸島）のユニオン堆（英語：Union Banks、中国語: 九章群礁）南西端に位置する暗礁である。東西の距離は1km、南北の距離は1.8km。ジョンソン南礁から1.7海里離れている。
ベトナムが鬼喊礁を実効支配している。一方、中華人民共和国、中華民国（台湾）、フィリピンも主権を主張している。
"Collins reef"（コリンズ礁）は、"Johnson North Reef"とも称される。